# ハナダイコン
ハナダイコン（花大根、学名Hesperis matronalis）は、アブラナ科の植物の一種。シベリアから西アジア・ヨーロッパにかけてが原産地で、欧米では、最も伝統のある園芸植物とされている。オオアラセイトウ（学名：Orychophragmus violaceus）もハナダイコンと呼ばれるが、別種である。 

## 概要
中世から庭園などに植えられていたとされ、特に気候の寒いヨーロッパ北部のドイツ、イギリスなどではよく親しまれている。北アメリカには1600年代に観賞用植物として移入されて帰化し、北はカナダのオンタリオ州からニューファンドランド島、南はジョージア州の山間部まで分布を広げた。日本では江戸時代に渡来し、各地で野生化している。主に道路脇や林の外縁によく生え、一部の地域では侵略的外来種と考えられている。
ヨーロッパでは鱗翅目のクモマツマキチョウ（Anthocharis cardamines）やモンシロチョウ、ダイセツナガ（Plutella porrectella）などの幼虫の食草である。

## 名前
英語ではDame's rocket, sweet rocket, Dame's violet, mother-of-the-eveningなど、多くの名前がある。英名のrocket（ロケット）は夕方になってたくさんの花を開く草花を花火に見立てたものなので、ロケットと呼ばれる植物は他にもいくつかある。種子購入の際は属名"Hesperis"を確かめて買わないと、同じくロケットと呼ばれるキバナスズシロ（ルッコラ）やキバナナズナなどの別種の種子を買ってしまう可能性がある。和名は、花の形と色（淡紫色）が大根に似ていることに由来するが、大根とは別属である。
属名はギリシャ語で「夕方」の意味。同属植物は20種あまりある。学名の種名"matronalis"はラテン語で「婦人の」の意味だが、これは古代ローマの婦人の祭日マトロナリア（3月1日）の頃から咲き始めるためという。

## 性状
耐寒性の多年草であるが、耐暑性がないため、日本では一年草として扱われている。草丈60 - 90cm。葉は互生し、柄のないへら形の単葉である。花は5月頃に咲き、茎の上の方に直径2cmくらいの薄紫の花を総状花序につける。夕方になると、非常によい香りがする。

## 品種
ヨーロッパでは、白・ピンクの花色や絞り入りなどの品種が売られ、栄養繁殖による八重咲きの花もできているが、日本では入手できない。

## 栽培
秋分の頃に、畑に直まきする。覆土は浅くし、1mm位がよい。徐々に間引いて株間が25cmくらいになるようにする。日当たりと排水の良い所ならあまり土質は選ばないが、どちらかと言えば寒地向きの草花である。

## その他
シューベルトの歌曲（Lied）に『はなだいこんD752』がある。